# Hypericum formosum
Hypericum formosum är en johannesörtsväxtart som beskrevs av Carl Sigismund Kunth. Hypericum formosum ingår i släktet johannesörter, och familjen johannesörtsväxter. Inga underarter finns listade i Catalogue of Life.